# Eilema punctifera
Eilema punctifera là một loài bướm đêm thuộc phân họ Arctiinae, họ Erebidae.